# Estadi de Taksim
L'Estadi de Taksim (en turc: Taksim Stadı) fou un estadi de futbol situat a la localitat d'Istanbul, a Turquia.

## Història
El terreny, situat proper a l'actual Plaça de Taksim, era ocupat per les Casernes Militars de Taksim, les quals foren transformades en estadi el 1921. l'estadi fou seu de clubs com Galatasaray SK, Fenerbahçe SK i Beşiktaş JK. També s'hi disputà el primer partit de la selecció de Turquia, davant Romania el 26 d'octubre de 1923, acabat amb empat 2-2, amb dos gols de Zeki Rıza Sporel.
Tenia una capacitat per a 8.000 espectadors i fou tancat l'any 1939 i demolit un any després. Actualment forma part del Parc Taksim Gezi.